# Michelbach (Schotten)
Michelbach ist ein Stadtteil von Schotten im mittelhessischen Vogelsbergkreis.

## Geographie
Der Ort liegt am Rand des Vogelsberges, 2 km östlich des Hauptortes. Am nördlichen Ortsrand verläuft die Kreisstraße 103.

## Geschichte
Die älteste bekannte schriftliche Erwähnung von Michelbach erfolgte zwischen 750 und 802 unter dem Namen Michelembach im Codex Eberhardi. Der Ort fiel zunächst wüst, wurde aber ab 1495 neu besiedelt. „1495 gab Landgraf Wilhelm III. (Hessen) vier Männern die Wüstung Michelbach bei Schotten mit Äckern, Wiesen, Gehölzen, Feldern, Wasser, Weide, und allem Zubehör in der Feldmark Michelbach“
Michelbach gehörte mit der Wüstung Elbershausen, mit Schotten, Rainrod, Betzenrod, Götzen, Rudingshain und Breungeshain im Mittelalter zum Gericht Schotten.
Im Jahre 1533 übergab Landgraf Philipp von Hessen u. a. dem Almosenkasten und dem neuen Spital in Schotten den „Rode-Zehnten“ zu „Getze“ (Götzen), Michelbach und „Elbershußen.“
In der Reformationszeit gehörten Betzenrod, Götzen, Michelbach und Rudingshain zur Pfarrei Schotten.
Die Statistisch-topographisch-historische Beschreibung des Großherzogthums Hessen berichtet 1830 über Michelbach:

„Michelbach (L. Bez. Schotten) evangel. Filialdorf; liegt im Vogelsberg 1⁄2 St. von Schotten, auf der Höhe auf welcher sich der Bilstein befindet, hat 80 Häuser und 374 Einwohner, die alle evangelisch sind. Unter den Einwohnern sind 47 Bauern und von Handwerkern finden sich namentlich 17 Leineweber, und 5 Schmiede. Als eine Sonderbarkeit muß erwähnt werden, daß die Aecker mit hohen Wällen von zusammengehäuften Steinen umfaßt sind, und dadurch ein vestungsartiges Ansehen gewinnen. Uebrigens wird alles Land mit großer Sorgfalt benutzt.“

zum 1. Dezember 1970 wurde die bis dahin selbständige Gemeinde Michelbach im Zuge der Gebietsreform in Hessen auf freiwilliger Basis in die Stadt Schotten eingegliedert. Für den Stadtteil Michelbach wurde ein Ortsbezirk errichtet.

### Verwaltungsgeschichte im Überblick
Die folgende Liste zeigt die Staaten und Verwaltungseinheiten, denen Michelbach angehört(e):
- vor 1567: Heiliges Römisches Reich, Landgrafschaft Hessen, Amt Schotten
- ab 1567: Heiliges Römisches Reich, Amt Schotten (Söhne der Margarethe von der Saale)[11]
- ab 1584: Heiliges Römisches Reich, Landgrafschaft Hessen-Darmstadt, Amt Schotten[12]
- 1787: Heiliges Römisches Reich, Landgrafschaft Hessen-Darmstadt, Oberfürstentum Hessen, Amt Schotten[13]
- ab 1806: Großherzogtum Hessen,[Anm. 2] Fürstentum Oberhessen, Amt (und Gericht ab 1803) Schotten und Stornfels[14][15]
- ab 1815: Großherzogtum Hessen, Provinz Oberhessen, Amt und Gericht Schotten und Stornfels[16]
- ab 1821: Großherzogtum Hessen, Provinz Oberhessen, Landratsbezirk Schotten[17][Anm. 3]
- ab 1832: Großherzogtum Hessen, Provinz Oberhessen, Kreis Nidda
- ab 1848: Großherzogtum Hessen, Regierungsbezirk Nidda
- ab 1852: Großherzogtum Hessen, Provinz Oberhessen, Kreis Schotten
- ab 1867: Norddeutscher Bund,[Anm. 4]  Großherzogtum Hessen, Provinz Oberhessen, Kreis Schotten
- ab 1871: Deutsches Reich, Großherzogtum Hessen, Provinz Oberhessen, Kreis Schotten
- ab 1874: Deutsches Reich, Großherzogtum Hessen, Provinz Oberhessen, Kreis Schotten
- ab 1918: Deutsches Reich (Weimarer Republik), Volksstaat Hessen, Provinz Oberhessen, Landkreis Schotten
- ab 1938: Deutsches Reich, Volksstaat Hessen, Landkreis Büdingen[18][Anm. 5]
- ab 1945: Amerikanische Besatzungszone,[Anm. 6] Groß-Hessen, Regierungsbezirk Darmstadt, Landkreis Büdingen
- ab 1946: Amerikanische Besatzungszone, Land Hessen, Regierungsbezirk Darmstadt, Landkreis Büdingen
- ab 1949: Bundesrepublik Deutschland, Land Hessen, Regierungsbezirk Darmstadt, Landkreis Büdingen
- ab 1971: Bundesrepublik Deutschland, Land Hessen, Regierungsbezirk Darmstadt, Landkreis Büdingen, Stadt Schotten[Anm. 7]
- ab 1972: Bundesrepublik Deutschland, Land Hessen, Regierungsbezirk Darmstadt, Vogelsbergkreis, Stadt Schotten
- ab 1981: Bundesrepublik Deutschland, Land Hessen, Regierungsbezirk Gießen, Vogelsbergkreis, Stadt Schotten

### Gerichte seit 1803
In der Landgrafschaft Hessen-Darmstadt wurde mit Ausführungsverordnung vom 9. Dezember 1803 das Gerichtswesen neu organisiert. Für die Provinz Oberhessen wurde das Hofgericht Gießen als Gericht der zweiten Instanz eingerichtet. Die Rechtsprechung der ersten Instanz wurde durch die Ämter bzw. Standesherren vorgenommen und somit war für Michelbach das Amt Schotten zuständig.
Das Hofgericht war für normale bürgerliche Streitsachen Gericht der zweiten Instanz, für standesherrliche Familienrechtssachen und Kriminalfälle die erste Instanz. Die zweite Instanz für die Patrimonialgerichte waren die standesherrlichen Justizkanzleien. Übergeordnet war das Oberappellationsgericht Darmstadt.
Mit der Gründung des Großherzogtums Hessen 1806 wurde diese Funktion beibehalten, während die Aufgaben der ersten Instanz 1821–1822 im Rahmen der Trennung von Rechtsprechung und Verwaltung auf die neu geschaffenen Land- bzw. Stadtgerichte übergingen. Michelbach viel in den Gerichtsbezirk des „Landgerichts Schotten“.
Anlässlich der Einführung des Gerichtsverfassungsgesetzes mit Wirkung vom 1. Oktober 1879, infolge derer die bisherigen großherzoglich hessischen Landgerichte durch Amtsgerichte an gleicher Stelle ersetzt wurden, während die neu geschaffenen Landgerichte nun als Obergerichte fungierten, kam es zur Umbenennung in „Amtsgericht Schotten“ und Zuteilung zum Bezirk des Landgerichts Gießen.
Mit Wirkung zum 1. Juli 1968 erfolgte die Auflösung des Amtsgerichts Schotten und Michelbach kam zum Gerichtsbezirk des Amtsgerichts Nidda. Zum 1. Januar 2012 wurde auch das Amtsgericht Nidda gemäß Beschluss des hessischen Landtags aufgelöst und Michelbach dem Amtsgericht Büdingen zugeteilt.
Die übergeordneten Instanzen sind jetzt das Landgericht Gießen, das Oberlandesgericht Frankfurt am Main sowie der Bundesgerichtshof als letzte Instanz.

## Bevölkerung

### Einwohnerstruktur 2011
Nach den Erhebungen des Zensus 2011 lebten am Stichtag dem 9. Mai 2011 in Michelbach 366 Einwohner. Darunter waren 3 (0,8 %) Ausländer.
Nach dem Lebensalter waren 63 Einwohner unter 18 Jahren, 150 zwischen 18 und 49, 78 zwischen 50 und 64 und 75 Einwohner waren älter.
Die Einwohner lebten in 153 Haushalten. Davon waren 42 Singlehaushalte, 39 Paare ohne Kinder und 38 Paare mit Kindern, sowie 18 Alleinerziehende und 3 Wohngemeinschaften. In 36 Haushalten lebten ausschließlich Senioren und in 96 Haushaltungen lebten keine Senioren.

### Einwohnerentwicklung
| • 1791: | 342 Einwohner                      |
| • 1800: | 340 Einwohner                      |
| • 1806: | 350 Einwohner, 83 Häuser           |
| • 1829: | 374 Einwohner, 80 Häuser           |
| • 1867: | 375 Einwohner, 85 bewohnte Gebäude |
| • 1875: | 362 Einwohner, 80 bewohnte Gebäude |

| Michelbach: Einwohnerzahlen von 1791 bis 2020 | Michelbach: Einwohnerzahlen von 1791 bis 2020 | Michelbach: Einwohnerzahlen von 1791 bis 2020 | Michelbach: Einwohnerzahlen von 1791 bis 2020 | Michelbach: Einwohnerzahlen von 1791 bis 2020 |
| --- | --------------------------------------------- | --------------------------------------------- | --------------------------------------------- | --------------------------------------------- |
| Jahr |                                               |                                               |                                               | Einwohner                                     |
| 1791 | 1791                                          |                                               | 342                                           | 342                                           |
| 1800 | 1800                                          |                                               | 340                                           | 340                                           |
| 1806 | 1806                                          |                                               | 350                                           | 350                                           |
| 1829 | 1829                                          |                                               | 374                                           | 374                                           |
| 1834 | 1834                                          |                                               | 399                                           | 399                                           |
| 1840 | 1840                                          |                                               | 422                                           | 422                                           |
| 1846 | 1846                                          |                                               | 432                                           | 432                                           |
| 1852 | 1852                                          |                                               | 419                                           | 419                                           |
| 1858 | 1858                                          |                                               | 420                                           | 420                                           |
| 1864 | 1864                                          |                                               | 376                                           | 376                                           |
| 1871 | 1871                                          |                                               | 368                                           | 368                                           |
| 1875 | 1875                                          |                                               | 362                                           | 362                                           |
| 1885 | 1885                                          |                                               | 286                                           | 286                                           |
| 1895 | 1895                                          |                                               | 322                                           | 322                                           |
| 1905 | 1905                                          |                                               | 304                                           | 304                                           |
| 1910 | 1910                                          |                                               | 296                                           | 296                                           |
| 1925 | 1925                                          |                                               | 327                                           | 327                                           |
| 1939 | 1939                                          |                                               | 297                                           | 297                                           |
| 1946 | 1946                                          |                                               | 416                                           | 416                                           |
| 1950 | 1950                                          |                                               | 391                                           | 391                                           |
| 1956 | 1956                                          |                                               | 321                                           | 321                                           |
| 1961 | 1961                                          |                                               | 318                                           | 318                                           |
| 1967 | 1967                                          |                                               | 319                                           | 319                                           |
| 1970 | 1970                                          |                                               | 321                                           | 321                                           |
| 1980 | 1980                                          |                                               | ?                                             | ?                                             |
| 1990 | 1990                                          |                                               | ?                                             | ?                                             |
| 2000 | 2000                                          |                                               | ?                                             | ?                                             |
| 2004 | 2004                                          |                                               | 410                                           | 410                                           |
| 2010 | 2010                                          |                                               | 375                                           | 375                                           |
| 2011 | 2011                                          |                                               | 366                                           | 366                                           |
| 2015 | 2015                                          |                                               | 349                                           | 349                                           |
| 2020 | 2020                                          |                                               | 340                                           | 340                                           |
| Datenquelle: Historisches Gemeindeverzeichnis für Hessen: Die Bevölkerung der Gemeinden 1834 bis 1967. Wiesbaden: Hessisches Statistisches Landesamt, 1968. Weitere Quellen: LAGIS; Einwohnerzahlen nach 2000:; Zensus 2011 |                                               |                                               |                                               |                                               |

### Historische Religionszugehörigkeit
| • 1829: | 374 evangelische (= 100 %) Einwohner                              |
| • 1961: | 298 evangelische (= 93,71 %), 20 katholische (= 6,29 %) Einwohner |

## Sehenswürdigkeiten

Neu errichtetes Dorfgemeinschaftshaus

In der Liste der Kulturdenkmäler in Schotten sind für Michelbach 13 einzelne unter Denkmalschutz stehende Kulturdenkmäler aufgeführt.

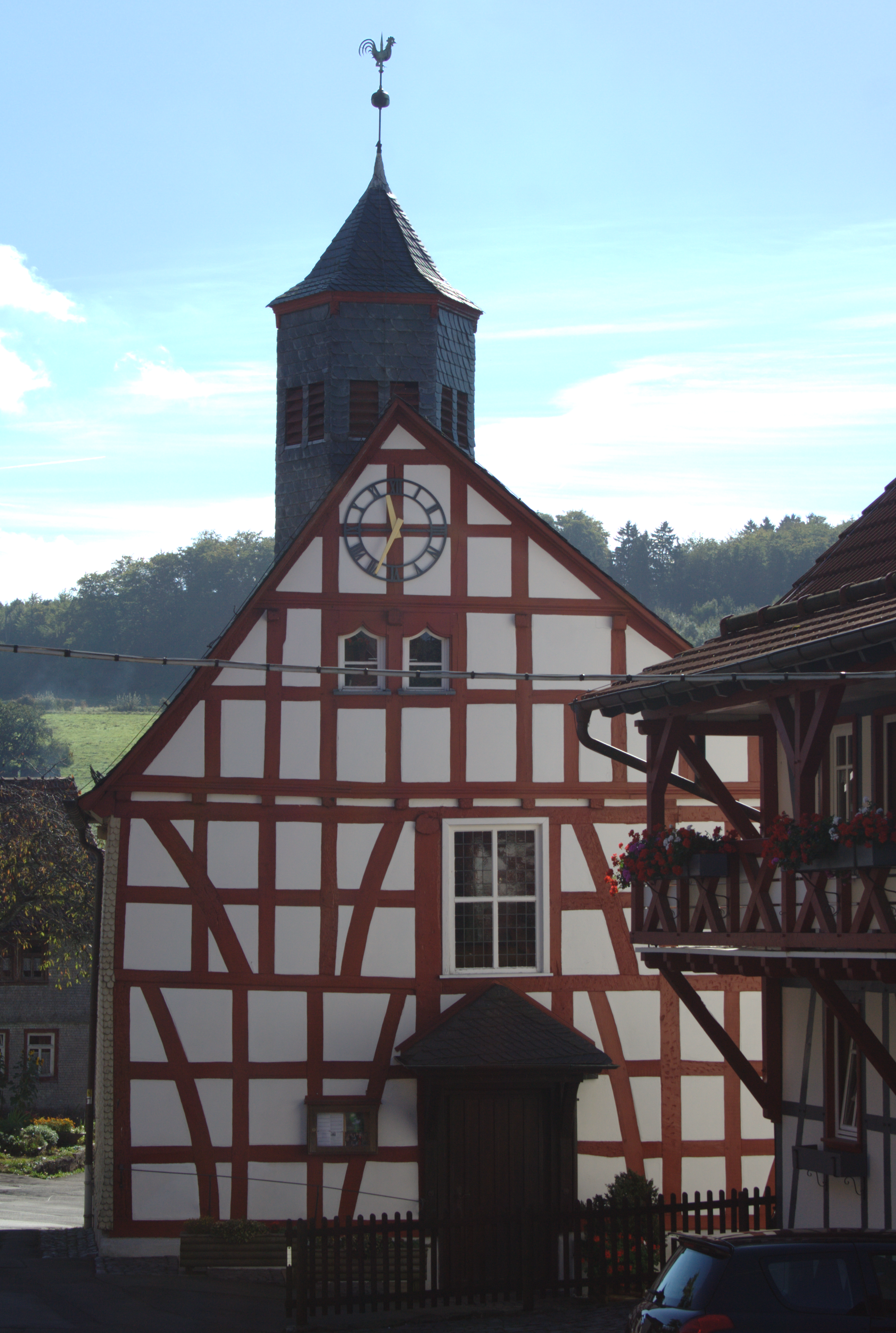
Evangelische Dorfkirche

Im Ort gibt es eine evangelische Fachwerkkirche.